# Asaphocrita cenae
Asaphocrita cenae là một loài bướm đêm thuộc họ Blastobasidae, là loài đặc hữu của Costa Rica.